# Kari Arkivuo
Kari Arkivuo, född 23 juni 1983 i Lahtis, är en finländsk fotbollsspelare som spelar som vänsterback för FC Lahti.

## Klubbkarriär
Arkivuo började spela fotboll i den lokala klubben FC Kuusysi och gjorde sin proffsdebut i FC Lahti den 3 maj 2001 mot Inter. Han spelade fyra ligamatcher och gjorde ett mål under sin debutsäsong. Arkivuo gjorde totalt 101 ligamatcher och 12 mål för Lahti under sina fem år i klubben. 2006 skrev han på ett treårskontrakt med Sandefjord i Tippeligaen. Efter att ha kämpat med skador och stått inför en nedflyttning i Sandefjord, lämnade Arkivuo klubben och anslöt sig till Jupiler League-klubben Go Ahead Eagles under 2009.
Under sommaren 2010 meddelades det att Arkivuo hade skrivit på ett 1+3-årskontrakt med Allsvenska BK Häcken.

## Landslagskarriär
Efter att ha spelat 15 matcher för Finlands U21-landslag gjorde Arkivuo sin debut i A-landslaget den 12 november 2005 i en vänskapsmatch mot Estland, där han gjorde mål i 2−2-matchen. Efter ha främst förekommit i träningsmatcher, blev Arkivuo uttagen av förbundskaptenen Mixu Paatelainen till matcherna i EM-kvalet 2012, där han har spelat som högerback.

### Landslagsmål
| Nr | Datum            | Plats       | Motståndare | Resultat | Tävling       |
| -- | ---------------- | ----------- | ----------- | -------- | ------------- |
| 1. | 12 november 2005 | Helsingfors | Estland     | 2−2      | Vänskapsmatch |